# Al Edwards
Albert "Al" Ely Edwards (* 19. März 1937 in Houston, Texas; † 29. April 2020 ebenda) war ein US-amerikanischer Politiker der Demokratischen Partei. Er war von Januar 1978 bis Januar 2007 und von Januar 2009 bis Januar 2011 Abgeordneter im Repräsentantenhaus von Texas. Er vertrat die Bürger des Distrikts 146. Er gehörte drei einflussreichen Ausschüssen (Committees) an: als Vorsitzender des Rules and Resolutions Committee und des Budget and Oversight of the Ways and Means Committee, als Mitglied des Appropriations Committee (Investitionsausschuss).
Borris Miles (* 1965) war von Januar 2011 bis Januar 2017 sein Nachfolger als Abgeordneter; seitdem sitzt er im Senat von Texas.
Er war in der Bürgerrechtsbewegung stark engagiert. Bereits 1979, in seiner ersten Legislaturperiode, erreichte er die Verabschiedung eines Gesetzes, das den Juneteenth zu einem bezahlten Feiertag in Texas macht. Texas war der erste US-Bundesstaat mit einem solchen Gesetz. Seit Juni 2021 ist er in den gesamten USA Feiertag.